# Iota Librae
Iota Librae (ι Lib / ι Librae) è una stella di magnitudine 4,5 situata nella costellazione della Bilancia. Dista 379 anni luce dal sistema solare, e si tratta di una stella quadrupla.

## Osservazione
Si tratta di una stella situata nell'emisfero celeste australe; grazie alla sua posizione non fortemente australe, può essere osservata dalla gran parte delle regioni della Terra, sebbene gli osservatori dell'emisfero sud siano più avvantaggiati. Nei pressi dell'Antartide appare circumpolare, mentre resta sempre invisibile solo in prossimità del circolo polare artico. La sua magnitudine pari a 4,5 fa sì che possa essere scorta solo con un cielo sufficientemente libero dagli effetti dell'inquinamento luminoso.
Il periodo migliore per la sua osservazione nel cielo serale ricade nei mesi compresi fra maggio e settembre; da entrambi gli emisferi il periodo di visibilità rimane indicativamente lo stesso, grazie alla posizione della stella non lontana dall'equatore celeste.

## Caratteristiche fisiche
Iota Librae è un sistema multiplo formato da quattro stelle. Le componenti della coppia principale sono denominate Aa e Ab e forma una binaria spettroscopica con un periodo orbitale di 22,35 anni, un'eccentricità di 0,35. La componente più luminosa ha una classificazione stellare di B9 IVp Si, che indica che si tratta di una stella subgigante di classe B con una sovrabbondanza di silicio nella fotosfera. È una stella variabile di tipo α2 Canum Venaticorum, la sua magnitudine varia da 4,53 a 4,56. La componente secondaria è di classe B9. Le due stelle sono molto vicine tra loro (0,2″), e sono rispettivamente di magnitudine 5.1 e 5.5.
Più distante, a 57 secondi d'arco, si trova una stella di decima magnitudine, Iota Librae B, anch'essa doppia, con le componenti (Ba e Bb) che distano visualmente tra loro 1,9 secondi d'arco.

## Occultazioni
Per la sua posizione sull'eclittica, qualche volta viene occultata dalla Luna o da altri pianeti. L'ultima occultazione lunare è avvenuta Il 4 aprile 2012.